# Wilhelm Döring (SS-Mitglied)
Wilhelm Döring (* 21. Juli 1917 in Hindenburg; † 9. Juni 2013 in Hennef) war ein deutscher SS-Obersturmführer, Truppführer des Einsatzkommandos 8 der Einsatzgruppe B und später Leiter der Kriminalpolizei in Siegburg.

## Leben
Wilhelm Döring war Sohn eines Polizeioberwachtmeisters. 1924 wurde er in Kreuzberg in die zweite Klasse der Volksschule aufgenommen. Mit der Versetzung des Vaters im Jahre 1927 verzog die Familie nach Leobschütz. Hier wurde Döring Ostern 1927 in die Sexta des humanistischen Gymnasiums aufgenommen. In dieser Schule verblieb er bis zur Obertertia. 1933 wurde Döring Mitglied der SA und des NS-Schülerbundes. 
1936 legte er am Gymnasium in Ratibor die Reifeprüfung ab. Nach dem Abitur leistete Döring zunächst seine Arbeitsdienstpflicht in einem Arbeitsdienstlager im Spreewald ab. Anschließend trat er freiwillig in die Wehrmacht ein. Am 28. Oktober 1938 wurde er als Feldwebel entlassen und anschließend am 15. November 1938 als Kriminalkommissaranwärter bei der Kriminalpolizeistelle in Gleiwitz eingestellt. Anschließend durchlief er einen 9-monatigen Kriminalkommissarlehrgang an der Führerschule der Sicherheitspolizei in Berlin-Charlottenburg. Am 1. Juli 1939 beantragte er die Aufnahme in die NSDAP und wurde zum 1. Januar 1940 aufgenommen (Mitgliedsnummer 7.866.269). Im Juni 1940 bestand er die Prüfung als Kriminalkommissar. Mitte August 1940 wurde er zur Kriminalstelle in Leipzig abgeordnet. 
Anfang Juni 1941 wurde er nach Berlin einberufen und anschließend nach Bad Düben abgestellt, wo die Einsatzkommandos aufgestellt wurden. Zunächst wurde er in Warschau als Verbindungsoffizier eingesetzt. Im November 1941 führte er den Einsatztrupp 5 bei dem Einsatzkommando 8 und beteiligte sich Ende des Monats an der Ermordung von 16 geisteskranken Kindern in Schumjatschi. Nachdem Dörings Trupp Mitte Januar 1942 von Roslawl nach Borissow verlegt hatte, erhielt er vom Einsatzkommando 8 den Befehl, die Juden in einem nahe Borissow gelegenen Dorf zu erschießen. Die aufgefundenen Juden, mindestens 50 Männer, Frauen und Kinder, wurden zunächst in einem Gebäude gesammelt und anschließend am Dorfrand erschossen. Im Februar 1942 beteiligte er sich an Erschießungen in einem Dorf bei Cholopenitschi, bei denen mindestens 50–60 Männer und Frauen erschossen wurden. An dem Unternehmen nahmen neben dem Einsatztrupp ein Zug der Wehrmacht und russische Ordnungspolizei teil.
Im April 1943 wurde er zu seiner alten Dienststelle nach Leipzig zurückversetzt und von dort nach Litzmannstadt abgestellt. Hier war er zunächst in einem Diebstahlsdezernat und später in einem Betrugsdezernat tätig; zuletzt bearbeitete er das Sondergebiet der Punktkartenfälschungen. Als die russische Front sich Litzmannstadt näherte, kam es gelegentlich zum Kampfeinsatz. Während des allgemeinen Rückzuges setzte er sich nach Frankfurt/Oder ab. Von hier wurde er zunächst als Verbindungsoffizier nach Potsdam abgestellt, erhielt aber schließlich Marschbefehl nach Hamburg. In Schleswig-Holstein überrollten ihn die vorrückenden Engländer. Er beschaffte sich Zivilkleider und entging dadurch der Gefangenschaft. Anfangs arbeitete er in der Landwirtschaft, bis er im Herbst 1945 bei Fulda Beschäftigung als Bauarbeiter fand. In der Folgezeit erlernte er das Maurerhandwerk und legte später in diesem Fach die Gesellenprüfung ab.
Am 16. September 1953 wurde er auf seine Bewerbung bei der Stadtkreispolizei Solingen eingestellt. Unter gleichzeitiger Versetzung zur Kreispolizeibehörde in Bonn übernahm er hier das Betrugsdezernat und wurde Leiter einer Sonderkommission in umfangreichen Bestechungsverfahren. Seit April 1957 leitete er die Kriminalpolizei im Siegkreis. Am 24. Mai 1961 wurde er verhaftet und kam in Untersuchungshaft. Am 10. November 1962 wurde er in erster Instanz vom Landgericht Bonn zu sechs Jahren Zuchthaus verurteilt wegen seiner Verbrechen als Teilkommandoführer des EK 8 in Weißrussland und Russland. Das Urteil wurde vom Bundesgerichtshof aufgehoben und Döring letztinstanzlich am 19. Februar 1964 zu vier Jahren Zuchthaus verurteilt. Am 21. Juli 1966 wurde seine Reststrafe zur Bewährung ausgesetzt.